# Ісаковський сільський округ
Іса́ковський сільський округ (каз. Исаковка ауылдық округі, рос. Исаковский сельский округ) — адміністративна одиниця у складі Зерендинського району Акмолинської області Казахстану. Адміністративний центр — село Ісаковка.
Населення — 635 осіб (2021; 955 у 2009, 1538 у 1999, 1409 у 1989).
Станом на 1989 рік існувала Ісаковська сільська рада (села Ісаковка, Костомаровка, Уяли).

## Склад
До складу округу входять такі населені пункти:
| Населений пункт    | Населення, осіб (1989) | Населення, осіб (1999) | Населення, осіб (2009) | Населення, осіб (2021) |
| ------------------ | ---------------------- | ---------------------- | ---------------------- | ---------------------- |
| Ісаковка, село     | 798                    | 889                    | 610                    | 414                    |
| Костомаровка, село | 451                    | 446                    | 287                    | 187                    |
| Уяли, село         | 160                    | 203                    | 58                     | 34                     |